# A. H. Fox Gun Company
Die A. H. Fox Gun Company war ein 1905 von Ansley H. Fox gegründeter US-amerikanischer Waffenhersteller, der Flinten für den Einsatz beim Wurftaubenschießen und für die Jagd entwickelte, produzierte und vertrieb.

## Vorläufer

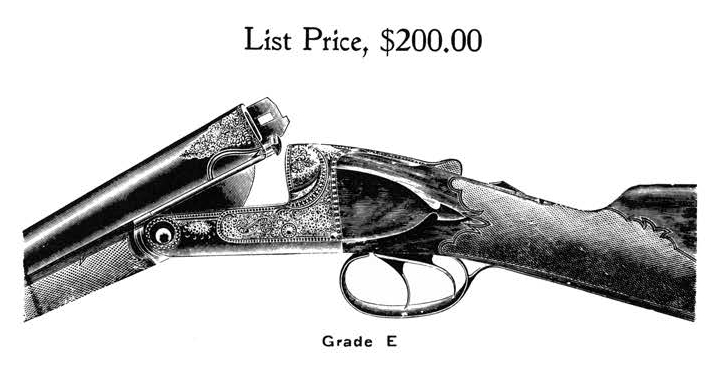
Doppelflinte ‚Grade E‘ der Philadelphia Arms Company, aus dem Katalog 1905

Der Gründer und Namensgeber des Unternehmens, Ansley H. Fox, hatte bereits 1893, mit achtzehn Jahren, eine verbesserte Spannvorrichtung für innenliegende Hähne einer Flinte patentieren lassen. 1896 erhielt er ein weiteres Patent für Verbesserungen des ersten. Den Erlös des Verkaufs von einem Anteil der Patentrechte steckte Fox 1897 in ein neu gegründetes Unternehmen, die National Arms Company in Baltimore, Maryland. Diese ging in die National Gun Company und dann in die Fox Gun Company über, die nur wenige hundert Flinten produzierte. 1900 verließ Fox das Unternehmen. 1902 erhielt Fox ein weiteres Patent für die Verriegelung der geschlossenen Flinte und für die automatische Sicherung beim Herunterklappen der Läufe. Damit gelang es ihm, neue Investoren zu gewinnen. Die Philadelphia Arms Company wurde Ende 1902 im Bundesstaat New Jersey gegründet, war aber in Philadelphia tätig. Im Sommer 1904 nahm sie in einer neu errichteten Fabrikhalle die Produktion der Doppelflinten mit der Bezeichnung The A.H. Fox Hammerless Gun auf. Bereits Ende Dezember 1904 trat Ansley Fox als Präsident und Geschäftsführer der Philadelphia Arms Company zurück. Er habe eine eigene Fabrik ausgestattet und werde eine verbesserte Doppelflinte mit innenliegendem Hahn produzieren. Die Philadelphia Arms Company schaltete zuletzt im Juni 1905 Anzeigen für ihre Produkte und wurde am 15. März 1907 aufgelöst.

## Gründungsphase

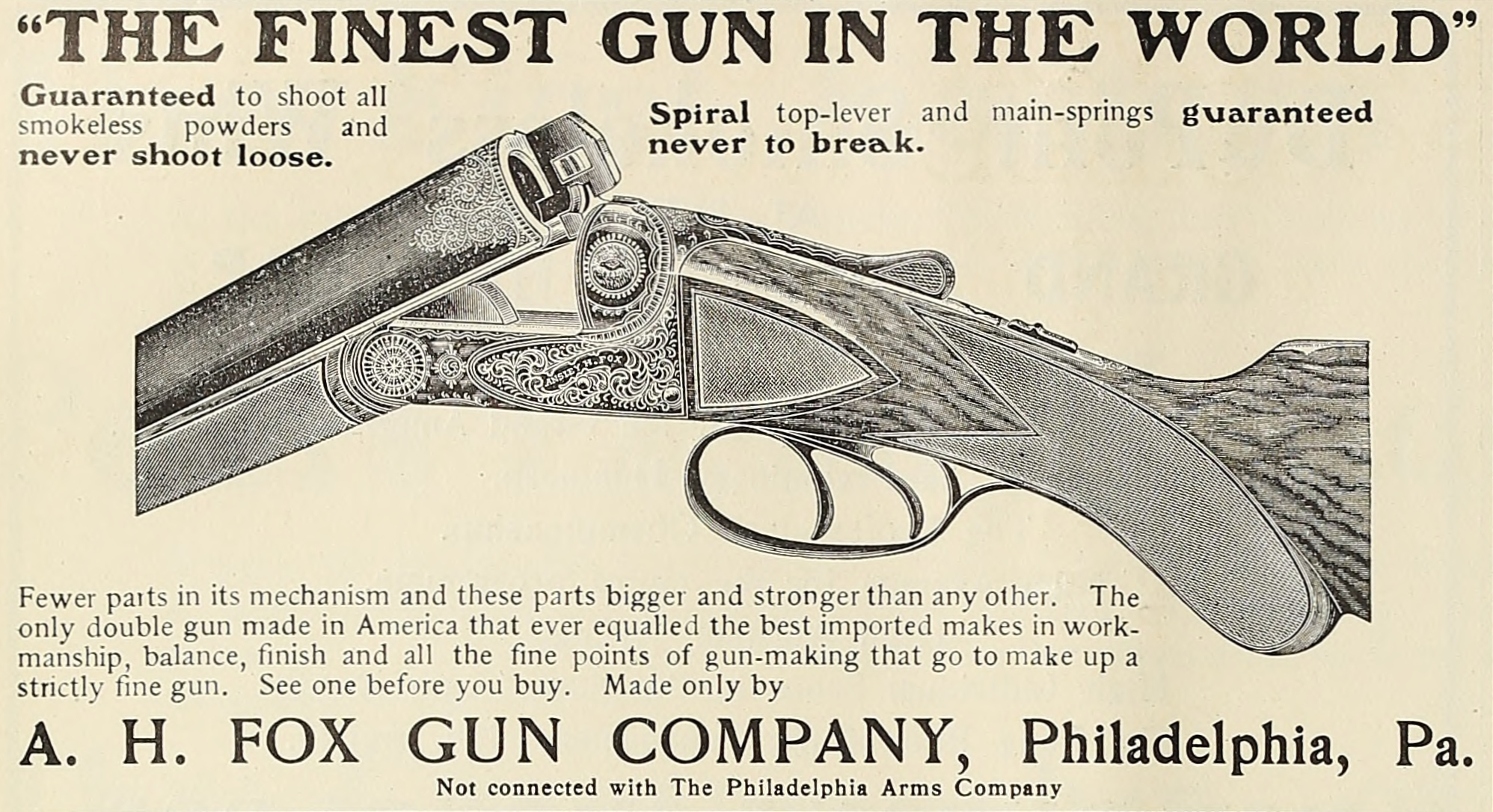
Anzeige der A. H. Fox Gun Company, Fußzeile mit Hinweis auf die Philadelphia Arms Company

1905 wurde die A. H. Fox Gun Company mit einem von wohlhabenden Bürgern Philadelphias aufgebrachten Kapital von 100.000 US-Dollar gegründet. In der Anzeigenwerbung für sein neues Unternehmen wies Ansley Fox über einige Zeit darauf hin, dass keine Verbindung zur Philadelphia Arms Company besteht. Allerdings deutet eine Vielzahl von Indizien deutet darauf hin, dass Fox für die A. H. Fox Gun Company zunächst nur Büroräume angemietet hat, und trotz der gegenteiligen Beteuerungen gegenüber der Presse seine Geschäftsanteile der Philadelphia Arms Company behalten hat. Die ersten Flinten der A. H. Fox Gun Company sind wahrscheinlich in der Philadelphia Arms Company hergestellt worden, die nur bis zum Frühsommer 1905 Anzeigenwerbung für die eigenen Flinten veröffentlichte. Demgegenüber nahm die A. H. Fox Gun Company zum Jahreswechsel 1905/1906 die Anzeigenwerbung auf. Wahrscheinlich hatte Fox aufgrund früherer Erfahrungen, starke Nachfrage, keine Lagerbestände und geringe Produktionskapazität, zunächst Waffen auf Vorrat fertigen lassen. Demnach nahm die A. H. Fox Gun Company Mitte 1906 die eigene Produktion auf, und die Philadelphia Arms Company stellte ihre Geschäftstätigkeit ein. Deren Lagerbestände wurden durch Großhändler übernommen und in den folgenden Jahren mit erheblichen Nachlässen abverkauft. Anfang 1907 wurde die Fabrikhalle der Philadelphia Arms Company von der A. H. Fox Gun Company übernommen. Am 15. März 1907 wurde die Philadelphia Arms Company aus dem Firmenregister in New Jersey gelöscht. Am selben Tag wurde die A. H. Fox Gun Company in New Jersey neu gegründet, wahrscheinlich wurden das Vermögen der Philadelphia Arms Company dabei übernommen. Am 21. September 1907 wurde die A. H. Fox Gun Company in Philadelphia neu gegründet, wobei das Vermögen der Gesellschaft in New Jersey übernommen wurde. Die Gründe des undurchsichtigen Geschäftsgebarens sind nicht bekannt.

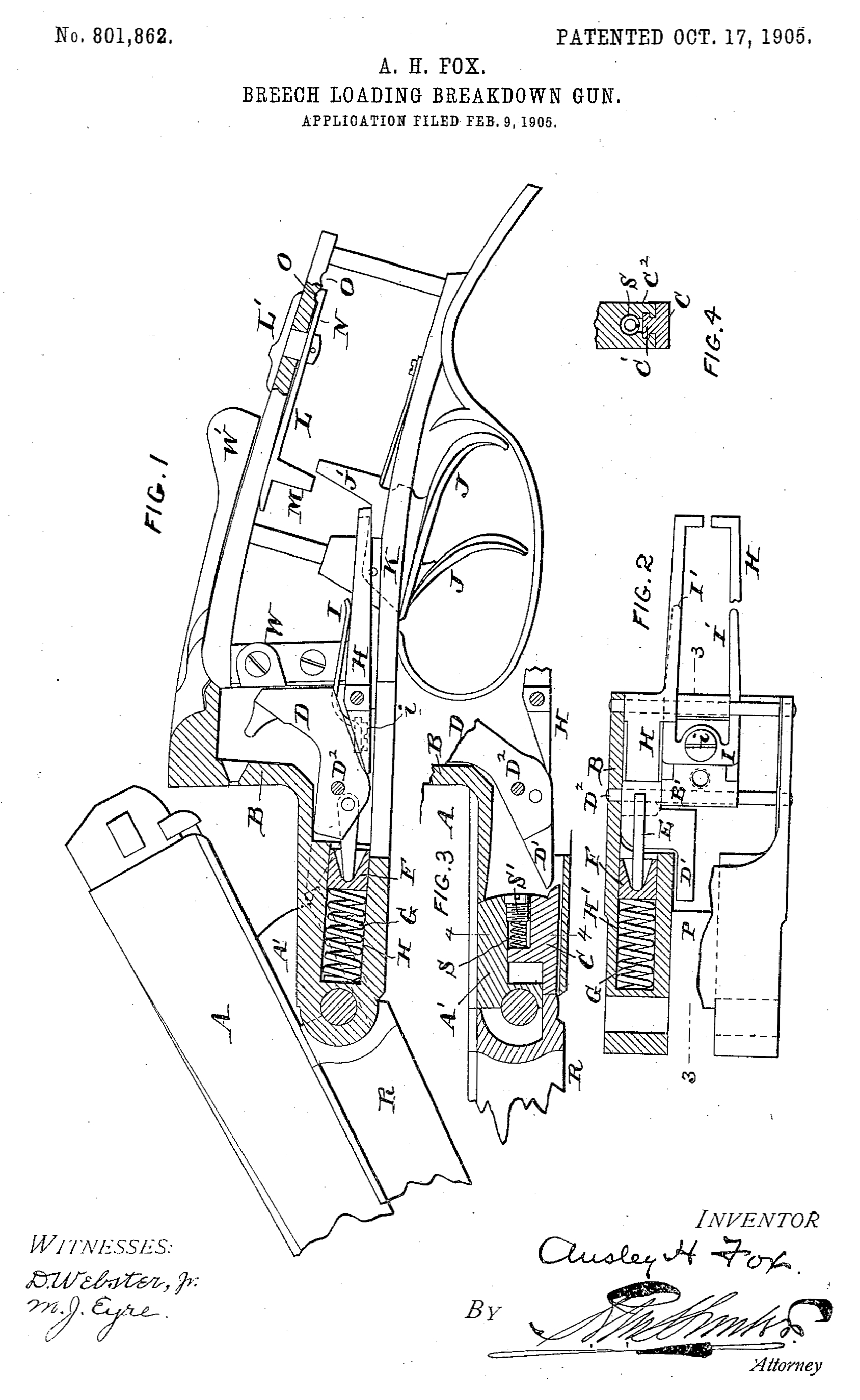
U.S. Patent No. 801.862 vom 17. Oktober 1905, für die Basküle der Fox Gun mit Schloss und Verriegelung

Am 29. Dezember 1904, dem Tag, an dem er seinen Rückzug aus der Philadelphia Arms Company erklärte, meldete Ansley Fox ein Verriegelungssystem für Doppelflinten zum Patent an. Dieses System war bereits von der Philadelphia Arms Company verbaut worden. Am 1. August 1905 wurde Ansley H. Fox für die A. H. Fox Gun Company das Patent erteilt. 1905 und 1906 folgten einige weitere Patente, die die Grundlage für den Erfolg der A. H. Fox Gun Company waren. Das mit Abstand bedeutendste Patent betraf das Herzstück der Fox Guns, die Baskülen. Während Ansley Fox seine Flinten in der Werbung als die besten der Welt vorstellte, reichten sie tatsächlich nicht an die englischen Produkte heran. Ausgenommen waren lediglich die Baskülen mit dem Schloss zum Spannen und Auslösen der Waffe und der Verriegelung zum Öffnen und Schließen. Sie waren mit der geringen Zahl ihrer Bauteile und ihrer Zuverlässigkeit tatsächlich unübertroffen.

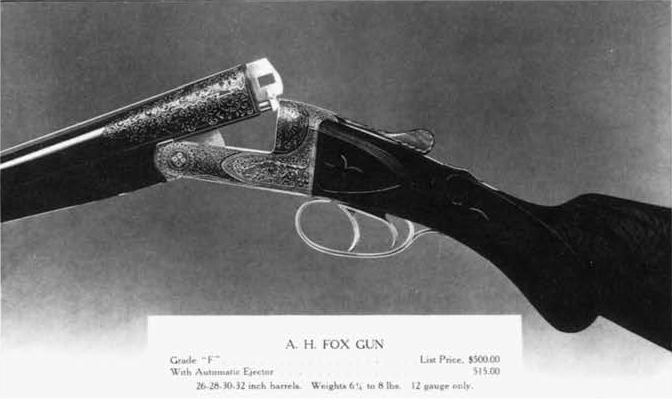
Doppelflinte Fox ‚Grade F‘ im Katalog der A. H. Fox Gun Company, 1907

Im Januar 1906 teilte die A. H. Fox Gun Company dem Einzelhandel durch die Fachpresse mit, dass nunmehr die Belieferung aus dem Lager des Unternehmens aufgenommen werden konnte. Angeboten wurden ausschließlich Doppelflinten im Kaliber 12 in Qualitäten von ‚Grade A‘ für 50 US-Dollar, bis zum Spitzenmodell ‚Grade H‘ für 500 Dollar, oder mehr als einem Monatseinkommen bis zu mehr als einem Jahreseinkommen eines Industriearbeiters. Die Grade unterschieden sich äußerlich durch die Menge und Qualität der Gravuren auf den metallischen Oberflächen und das für den Schaft verwendete Holz. Es wurden Läufe von 28, 30 und 32 Zoll Länge angeboten, für die höherwertigen Modelle gab es optional bessere Stahlqualitäten. Für die Handelsvertreter wurden unterschiedliche Vorführmodelle produziert, bei denen Aussparungen im Gehäuse jeweils einen Teil der Mechanik offenlegten. Diese Flinten waren voll funktionsfähig. Die A. H. Fox Gun Company war in ihren ersten Jahren mit schwierigen wirtschaftlichen Rahmenbedingungen konfrontiert. Die Vereinigten Staaten befanden sich in einer Rezession und es kam im Rahmen der Panik von 1907 zu massiven Kurseinbrüchen an den Börsen. Die Nachfrage nach hochwertigen Jagd- und Sportwaffen sank stark und die A. H. Fox Gun Company konnte von 1907 bis 1909 nur etwa 2000 Flinten jährlich produzieren.
Der neue Vizepräsident A. W. Connor startete 1909 eine massive Marketingkampagne, mit deren Hilfe die Jahresproduktion 1910 verdoppelt werden konnte. Die Doppelflinten der A. H. Fox Gun Company waren schon früh auf Wettbewerben im Trapschießen vertreten. Ansley Fox war sich aufgrund seiner eigenen Erfahrungen als bezahlter Wettkampfschütze der Winchester Repeating Arms Company der Tatsache bewusst, dass sich der Käuferkreis für seine Flinten um solche Turniere konzentriert. Die bedeutendste Turnierserie im Trapschießen war der jährliche Grand American und die A. H. Fox Gun Company war im Jahr 1909 mit einem Verkaufsstand vertreten. Für diesen Stand sollten zwei Doppelflinten ‚Grade F‘ als Ausstellungsstücke hergestellt werden.

## Theodore Roosevelt

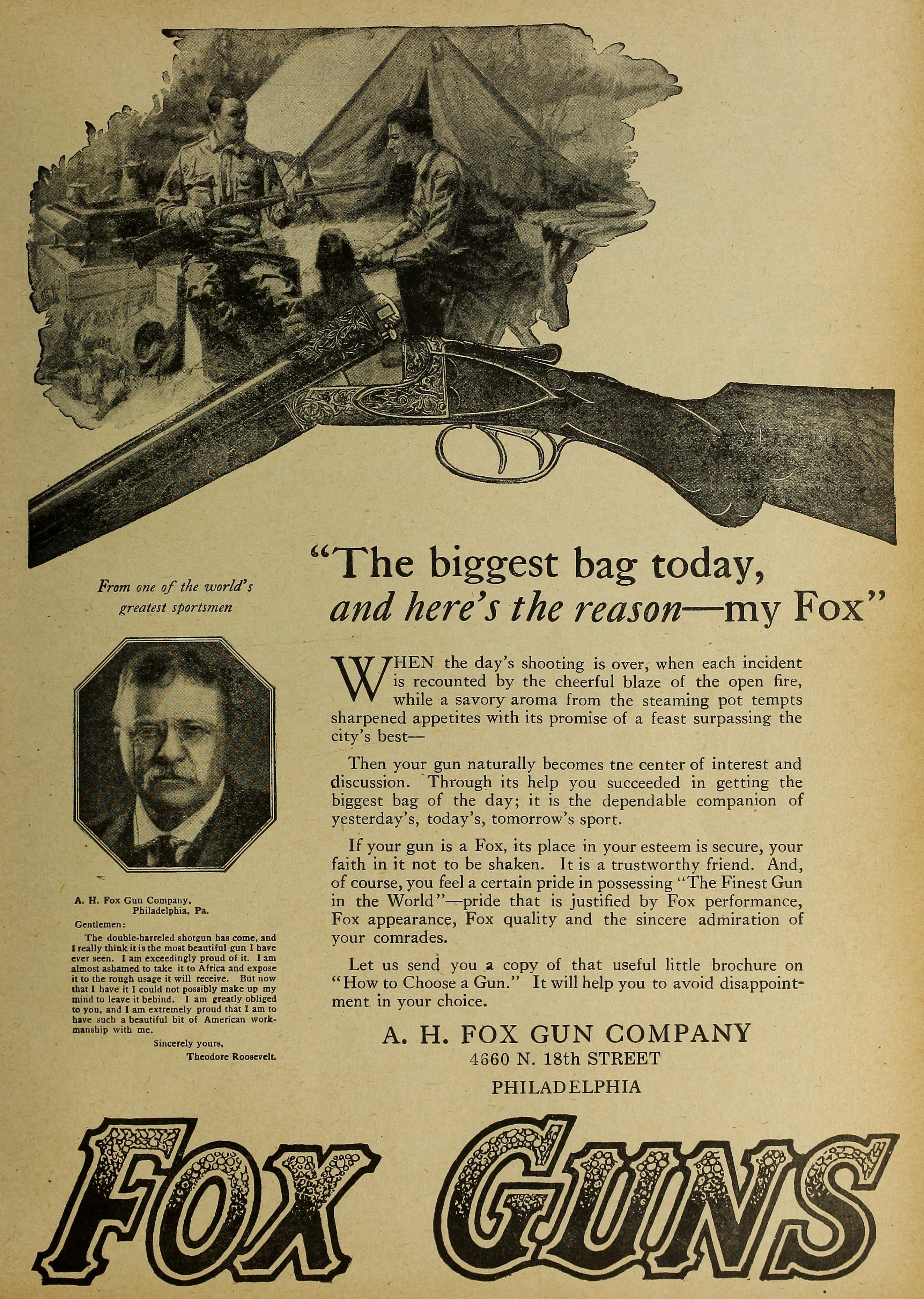
Anzeige von Fox Guns, 1921

Im Sommer 1908 wurde bekannt, dass der Präsident der Vereinigten Staaten Theodore Roosevelt nach dem Ende seiner Amtszeit, im März 1909, zu der einjährigen Smithsonian-Roosevelt African Expedition aufbrechen will. In ihrer Werbung hatte die A. H. Fox Gun Company, anders als ihre Wettbewerber, auf prominente Testimonials verzichtet. Doch während der Herstellung der beiden Ausstellungsstücke mit den Seriennummern 13291 und 13292 hatte Ansley Fox die Idee, Roosevelt eine der beiden Waffen zu schenken. Letztlich erhielt Roosevelt jene Flinte, deren Bau am weitesten fortgeschritten war. Wahrscheinlich wegen der Anforderung, die Waffe so schnell wie möglich auszuliefern, bleibt Roosevelts Flinte 13192 trotz identischer Qualitätsbezeichnung ‚Grade F‘ deutlich hinter dem Ausstellungsstück 13191 zurück. Diese hatte wesentlich umfangreichere Gravuren, auch auf den Läufen. Sie wurde mindestens bis 1914 als Ausstellungsstück genutzt und dann nach Kundenwunsch umgebaut und verkauft. Als Roosevelt 1913 und 1914 die Roosevelt-Rondon Scientific Expedition in das Amazonasbecken durchführte wurde die Mitnahme der Flinte, die ihm Ansley Fox 1908 geschenkt hatte, in der Werbung wieder aufgegriffen. Die Verbindung mit Theodore Roosevelt wurde von der A. H. Fox Gun Company bis in die 1920er Jahre gelegentlich in der Werbung herausgestellt.

## Bis zum Ersten Weltkrieg

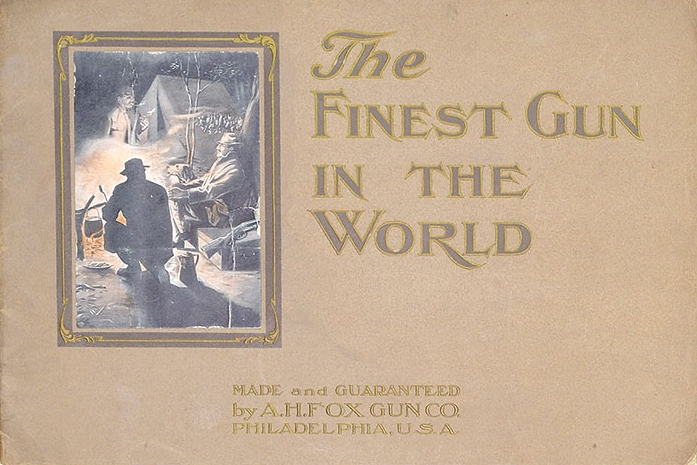
Fox Campfire Catalog, vor 1910

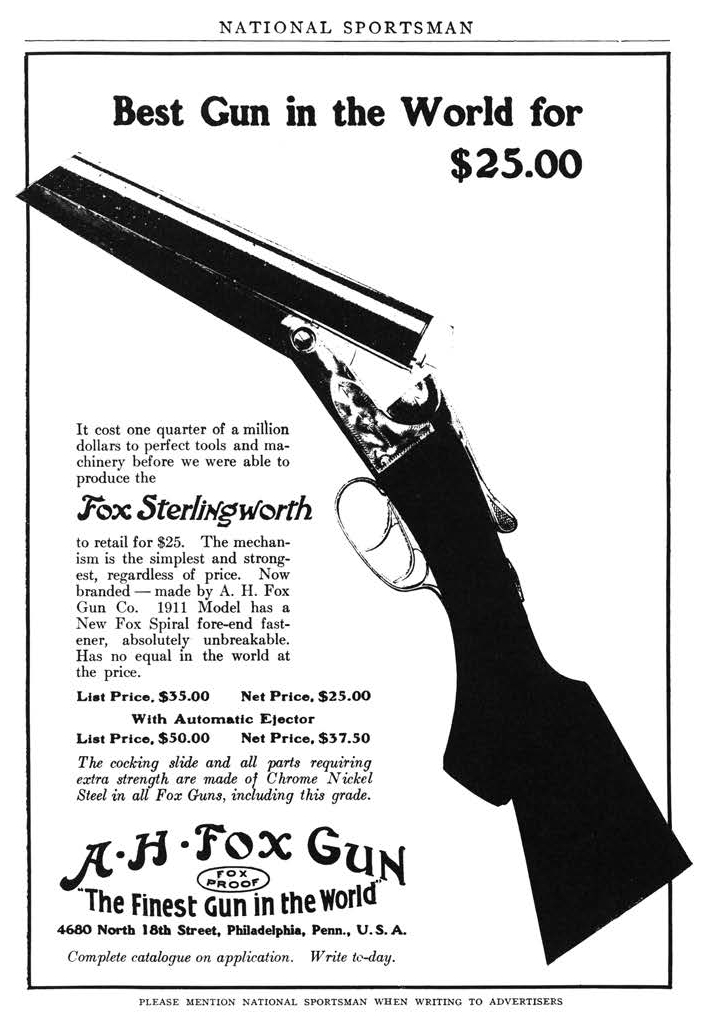
Anzeige für Flinten der Marke Fox Sterlingworth, Ende 1910

Dem ehrgeizigen Ziel von Ansley Fox folgend, die besten Flinten der Welt bauen zu wollen, hatte sich die A. H. Fox Gun Company mit Spitzenprodukten im Markt etabliert. Alle Flinten hatten Kaliber 12, obwohl das Kaliber 16 unter Sportschützen rasch an Popularität gewann. Das Einstiegsmodell ‚Grade A‘ war mit einem Preis von 50 US-Dollar keineswegs günstig. 1909 konnte Vizepräsident Connor durchsetzen, dass die Produktpalette um erschwingliche Flinten erweitert wird. Das geschah unter der Bedingung, dass der Name Ansley Fox nicht mit billigen Flinten in Verbindung gebracht wird. Aus diesem Grund wurden die preiswerten Flinten – The Finest $25 Hammerless Shotgun of the World – zum Schein von der Sterlingworth Company of Philadelphia produziert. Die Täuschung wurde dadurch offensichtlich, dass in der Anzeigenwerbung und in der Produktdokumentation mehrere Patente genannt wurden, die einmal der Philadelphia Arms Company gehörten. Bereits 1910 wurde die scheinbare Trennung aufgegeben und die Sterlingworth-Flinten unter der Marke Sterlingworth Fox verkauft.
Mit der Einführung der neuen Marke wurden auch andere Kaliber lieferbar, 16 und 20. Bedeutend für die Premium-Linie Fox ‚Grade A‘ und höher war die Umstellung der Gravuren. Die Flinten trugen bisher äußerst feine und detaillierte Gravuren, mit denen der Stil der englischen Hersteller kopiert wurde. Von 1910 bis 1914 wurden die Gravuren auf deutlich gröbere aber dennoch ansprechende Darstellungen umgestellt um die Kosten zu senken. Ausgenommen waren die Fox ‚Grade C‘, weil man das erfolgreichste Modell nicht verändern wollte, oder um weiterhin ein Modell im englischen Stil anbieten zu können. Weder die massiven Anzeigenkampagnen in zahlreichen Zeitschriften noch die zögerlichen Maßnahmen zur Kostensenkung konnten dem Missverhältnis zwischen Umsatz und Kosten abhelfen. Während der Jahre 1911 und 1912 musste Ansley Fox wiederholt Kredite aufnehmen, um die Betriebskosten zu tragen. Im März 1912 wurde ein Insolvenzverwalter eingesetzt, doch in einem wahrscheinlich von Fox vor der Insolvenz ausgehandelten Manöver kaufte der Textilunternehmer Edward H. Godshalk die A. H. Fox Gun Company. Ansley Fox verließ das Unternehmen und war nie wieder als Waffenhersteller tätig.
1912 begann die Auslieferung der Flinten in den Kalibern 16 und 20, die als die am perfektesten proportionierten der Welt angepriesen wurden. im Katalog des folgenden Jahres wurde erstmals eine neue Klasse angeboten, die ‚Grade XE‘, später ‚Grade X‘ und schließlich ‚Special Trap Gun‘. Die in einer Anzeige im September 1914 als
New $100 Trap Gun beworbene Flinte war vergleichsweise teuer, sie war unter den hochpreisigen Flinten zwischen ‚Grade C‘ und ‚Grade D‘ angesiedelt. 1913 wurden Auswerfer für die teureren Modelle zum Standard, daher wurden sie nur vorübergehend als ‚Grade CE‘, ‚Grade XE‘ ‚Grade DE‘ und ‚Grade FE‘ angeboten.

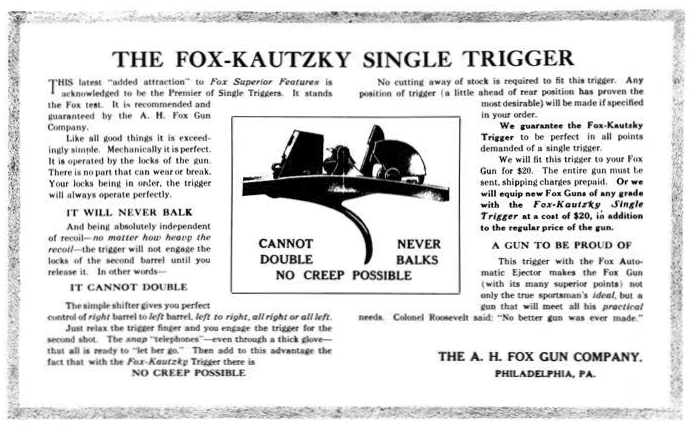
Anzeige für den Fox-Kautzky-Abzug, 1914. Die letzte Zeile zitiert Roosevelt: No better gun was ever made.

Unmittelbar vor dem Ersten Weltkrieg brachte Fox Flinten mit nur einem Abzug auf den Markt. Bereits 1898 hatte ein Waffenhersteller sie im Programm, bis 1914 hatten alle Hersteller außer Fox und den Parker Bros. nachgezogen. Fox begründete seine Verweigerung mit den Qualitätsproblemen der überaus komplizierten Baugruppe. Sie hielt den Anforderungen häufiger Benutzung der Flinten nicht stand, war nur schwer zu reparieren, und verursachte hohe Kosten. Der aus Österreich stammende Joseph Kautzky erfand einen Abzug, der zuverlässig war und den Qualitätsansprüchen von Fox genügte. Er wurde am 1. September 1914 patentiert und die Rechte wurden von Kautzky an Fox verkauft. Die A. H. Fox Gun Company warb nicht nur in Anzeigen für den Fox-Kautzky Trigger. Sie bot die Nachrüstung der Fox Guns im Kundenbesitz für den Preis von 20 US-Dollar an, der auch als Aufpreis für den Einbau in eine neue Flinte gezahlt werden musste.
Bei der Panama-Pacific International Exposition in San Diego im Jahr 1915 war die A. H. Fox Gun Company mit einem eigenen Stand und 66 Flinten vertreten. Viele waren Schaumodelle, mit denen jeder einzelne Produktionsschritt dargestellt wurde. Einige hochwertige Waffen waren mit besonderen Gravuren und Goldapplikationen ausgestattet worden, deren schlechte Ausführung dem Material nicht gerecht wurde. Sie sind dennoch heute von Sammlern sehr gesucht. Fox wurde für ihre Doppelflinten und für den Fox-Kautzky-Abzug mit Goldmedaillen ausgezeichnet. Der für die Detroit Tigers spielende Baseballstar Ty Cobb, ein passionierter Jäger, erhielt im selben Jahr von seiner Freimaurerloge in Philadelphia eine Fox Gun zum Geschenk. Obwohl Cobb sich bereits einen Ruf als Schläger erworben hatte, wurde er für eine Weile in Anzeigen der A. H. Fox mit seiner Flinte abgebildet.
Der Erste Weltkrieg bedeutete für die Sportwaffenproduktion in den Vereinigten Staaten eine Zäsur. Fox produzierte aufgrund einer britischen Bestellung Läufe für serbische Mauser-Gewehre, doch vor der ersten Auslieferung wurde Serbien von den Mittelmächten besetzt. Die New England Westinghouse Company, eine Tochter von Westinghouse Electric, ließ von Fox als Subunternehmer Magazine und Läufe für russische Mosin-Nagants fertigen. Die Produktion endete mit dem Zusammenbruch der zaristischen Regierung im März 1917. Bis dahin hatte Fox 400.000 Magazine gefertigt, die nicht mehr ausgelieferten Läufe wurden später für Flinten umgearbeitet. Die Nachfrage nach Sportwaffen ging mit dem Kriegseintritt der USA drastisch zurück. Bis zum Kriegsende produzierte Fox vornehmlich Teile für die amerikanische Ordonnanzpistole Colt M1911. Im August 1918 erteilte das Verteidigungsministerium einen Auftrag über die Fertigung von Signalpistolen. Bis zum Waffenstillstand am 11. November wurden täglich 500 Stück in ausgezeichneter handwerklicher Qualität produziert. Sie sind begehrte Sammlerstücke und existieren in zahlreichen Varianten mit bis zu drei Läufen. Nach dem Krieg kehrte Fox wieder zur Produktion von Jagd- und Sportwaffen zurück.

## Nachkriegszeit
Bereits 1914 wurden die Planungen für einläufige Flinten aufgenommen. 1919 erschienen einläufige Flinten ‚Grade J‘, ‚Grade K‘ und ‚Grade L‘, denen 1920 die nur in neun Exemplaren gebaute ‚Grade M‘ folgte. Die Ausführungen entsprachen in der Qualität den Doppelflinten ‚Grade CE‘, ‚Grade XE‘, ‚Grade DE‘ und ‚Grade FE‘. Dabei wichen allerdings die Motive der Gravuren deutlich ab, und die einläufigen Flinten sind durchweg feiner graviert als die doppelläufigen. Das galt in besonderem Maß für die Flinten ‚Grade L‘, die unter den Flinten von Fox einzigartig ist und nur in einem Prototyp der Parker Bros. Vergleichbares findet. Als reine Luxusprodukte waren die einläufigen Flinten besonders von der Weltwirtschaftskrise betroffen. Am 1. Januar 1936 wurde die letzte verschickt.
Um 1920 begann die Entwicklung des Super-Fox. Das Ziel bestand darin, Schrotflinten mit geringer Streuung zu produzieren. Einem Problem, der unterschiedlichen Flugweite der Schrotkugeln, konnte durch härtere Kugeln abgeholfen werden. Sie verformten sich beim Schuss weniger oder gar nicht, was für einheitliche Flugeigenschaften sorgte. Die Verwendung der stärkeren Ladungen auf Nitrozellulose-Basis verbesserte die Reichweite zusätzlich und verminderte die Streuung. In umfangreichen Testreihen wurden Läufe entwickelt, die optimal mit der neuen Munition harmonierten. Das Super-Fox war ein Gewehr für die Geflügeljagd auf lange Distanzen und kam 1923 auf den Markt. Sie war mit Läufen von 30 und 32 Zoll Länge und in den Kalibern 12 und 20 erhältlich. Auf Wunsch konnten die Läufe an ein bestimmtes Gewicht von Ladung und Schrotmenge abgestimmt werden. Auch die übrigen Ausstattungsoptionen waren vielfältig. Statt der serienmäßigen Doppelabzüge konnten Fox-Kautzky-Abzüge montiert werden und auf die Auswerfer konnte verzichtet werden. Die Gravuren waren zunächst ausgesprochen schlicht und entsprachen der ‚Grade A‘ von 1910, doch es konnten aufwendigere Gravuren bestellt werden. Während der Depression der 1930er wurden von der Super-Fox, die ohnehin für einen Nischenmarkt produziert wurde, nur wenige Exemplare verkauft. Zeitweise wurden die Lagerbestände als Fox Sterlingworth Wildfowl angeboten.

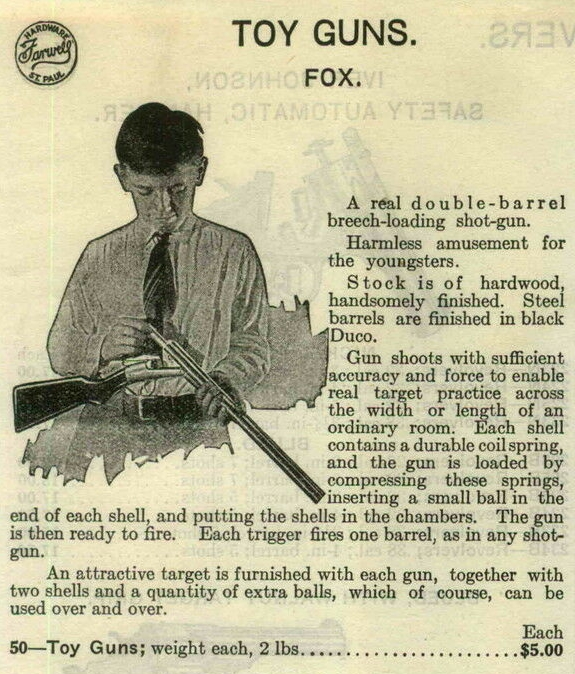
Fox Toy Gun, 1925

Die Kinder der Jäger und Sportschützen spielten über lange Zeit bei Fox keine Rolle. Das änderte sich 1925 mit der Einführung eines doppelläufigen Spielzeuggewehrs. Bis 1928 wurden dafür oder für einzelne Baugruppen mehrere Patente erteilt. Die Fox Toy Gun oder Fox Play Gun, beide Bezeichnungen wurden verwendet, hatte zunächst zwei Läufe und eine Gesamtlänge von 29 Zoll (etwa 74 Zentimeter). Sie war aus Blech gefertigt, mit einem Schaft aus Pappelholz oder etwas Vergleichbarem, und konnte mit einem Federmechanismus Holzkugeln verschießen. Es existiert eine kurzläufige Version, die möglicherweise von Handelsvertretern zur Vorführung benutzt wurde. Mehrere Varianten erlaubten das Abklappen oder das Abnehmen der Läufe oder sogar das Zerlegen der Waffe wie beim Vorbild. Während der ersten Jahre waren die Spielzeuggewehre auf dem Boden der Gehäuse mit dem Schriftzug A.H. Fox Gun Co., Phila. Pa. U.S.A., Pats. Pend. on Gun and Shell versehen. In den 1930er Jahren, nach dem Verkauf des Unternehmens, wurden nur noch Aufkleber Fox Manufacturing Company auf den Schäften angebracht. Im Laufe der Zeit gab es Sets mit verschiedenen Zielen, darunter auch der Weihnachtsmann. Einläufige Versionen und Spielzeuggewehre mit Magazinen, die mehrere Schüsse erlaubten, kamen spät auf den Markt und sind heute besonders selten. In den 1930er Jahren kam noch ein Spielzeug auf den markt. Die Fox Ranger Repeating Cannon war eine kleine Kanone auf einer Lafette und verschoss nach einem Laden bis zu sechs Kugeln aus Hartgummi mit einem Durchmesser von etwa einem halben Zoll (etwa 1,25 Zentimeter).
1926 brachte Fox mit dem Kumbak Putting Green eine Trainingshilfe für Golfspieler auf den Markt. Es handelte sich um eine geneigte Metallplatte mit einem Loch in der Mitte. Wenn das Loch beim Putten verfehlt wurde, rollte der Golfball die Neigung hinab und zurück zum Spieler. Im Herbst 1927 kaufte Fox die John Lauterbach Company in Philadelphia, einen Hersteller von Angelrollen. Die Angelrollen von Fox hatten bald einen sehr guten Ruf.
Ende der 1920er Jahre wurden von den hochwertigen Flinten der A. H. Fox Gun Company jährlich weniger als 1000 Stück abgesetzt und mit Spielzeugen und Angelrollen wurden höhere Erträge erwirtschaftet. Im November 1929 wurde die Schusswaffensparte an die Savage Arms Corporation in Utica, New York verkauft. Der gesamte Maschinenpark und das Personal wurden nach Utica verlegt, wo Fox als Marke fortgeführt wurde. Es wurden einige neue Waffen entwickelt, doch die Verkäufe blieben hinter den Erwartungen zurück. Die letzte regulär an den Handel abgesetzte Fox Gun verließ das Werk in Utica am 12. Dezember 1946. Bis zum Ende der 1950er Jahre wurden im Handel noch Lagerbestände abverkauft. Die Savage Arms Company überstand mehrere Krisen und ist heute, unter anderem als Produzent hochwertiger Jagdwaffen, in Westfield Massachusetts ansässig. Edward H. Godshalk, seit fast 20 Jahren Inhaber der A. H. Fox Gun Company, führte das Unternehmen ohne die Waffenproduktion weiter. Im November 1932 wurde die Angelrollensparte wieder verkauft. Der Markenname Fox Reels wurde von dem neuen Eigentümer noch eine Weile genutzt, doch nach 1934 erschienen keine Anzeigen mehr dafür.
Fox blieb bis in die 1980er Jahre im Besitz der Familie Godshalk und firmierte als Fox Manufacturing Company, Fox Automotive Products Company und schließlich als Fox Products Company. Die Produktpalette enthielt zahllose Artikel wie Batterie-Ladegeräte, Flugzeugteile, Schlösser, Stromversorgungen, Schalter und vieles mehr.

## Nachbau der A. H. Fox Guns
Die Connecticut Shotgun Manufacturing Company begann 1993 mit dem Nachbau von Fox-Flinten, zunächst ausschließlich im Kaliber 20. Die ersten Gewehre waren Ausstellungsstücke und wurden im Januar 1994 auf einer Waffenmesse in Dallas, Texas dem Publikum präsentiert. Die Connecticut Shotgun Manufacturing Company bewirbt ihre Flinten als A. H. Fox Guns und folgt auch in den Modellbezeichnungen dem historischen Vorgänger. Lieferbar sind Flinten ‚Grade CE‘, ‚Grade DE‘, ‚Grade XE‘, ‚Grade FE‘ und ‚Exhibition Grade‘, mittlerweile in den Kalibern 16, 20, 28 und .410. Alle Flinten sind hochpreisige Luxusprodukte. Der Einstiegspreis für das günstigste Modell ‚Grade CE‘ beträgt 19.500 US-Dollar und kann sich durch optionale Ausstattungsmerkmale deutlich erhöhen.